# Døden i Venedig
 For filmen, se Døden i Venedig (film).
Døden i Venedig (tysk: Der Tod in Venedig) er en roman fra 1912 af den tyske forfatter Thomas Mann. Novellen handler om digteren Gustav Aschenbach, der forsøger at dæmpe sine drifter ved hjælp af borgerlige og asketiske dyder.

## Handling

### Første kapitel
I første kapitel introduceres hovedpersonen, digteren Gustav von Aschenbach, der på en lun majdag spadserer igennem sin hjemby München. Ved en trappe får han øje på en sælsom mand, der kigger ham dybt og nærmest aggressivt ind i øjnene 
"så åbenlyst indstillet på at drive sagen til det yderste og tvinge den andens blik til et tilbagetog, at Aschenbach, pinligt berørt, vendte sig bort...".
Dette gør et dybt indtryk på Aschenbach, så dybt at Aschenbach beslutter sig for at tage på rejse.

### Andet kapitel
Aschenbachs digteriske virke beskrives. Aschenbach er en hårdtarbejdende og populær digter. Hans digte beskriver meget pligtopfyldende mennesker, der på trods af livets svære kår alligevel klarer sig igennem ved hjælp af hårdt flid og vedholdenhed. 
"Gustav Aschenbach var digteren for de mennesker, der arbejder på randen af udmattelse, de overbebyrdede, for dem, der endnu holder ud, alle disse virksomme moralister, der, spinkle af vækst og med små midler, ved viljesanspændelse og klog forvaltning af deres pund i det mindste for en tid udøver store bedrifter. De er tidsalderens helte, og der er mange af dem."

### Tredje kapitel
Von Aschenbach er taget af sted på rejse mod Venedig. Ved en pludselig indskydelse har han valgt søvejen, og på skibet fra Kroatien til Venedig ser han en gammel, sminket mand, der forsøger at indynde sig hos en flok unge mænd. Den gamle mand forsøger med sin sminke at tilegne sig den samme ungdommelighed.
I Venedig bliver han fragtet i Gondol til sit bestemmelsessted, men der er noget særligt ved Gondolieren. Han vil ikke fragte Aschenbach hen til hans bestemmelsessted, han vil ikke tage imod betaling og, viser det sig senere, han har slet ikke licens til at sejle gondol.
Om aftenen vel ankommet til sit hotel ser Aschenbach for første gang den unge polske adelssøn Tadzio, som han med det samme fascineres af. 
Skuffet over det dårlige vejr i Venedig beslutter Aschenbach sig for at rejse, dog med en ikke ringe skuffelse over ikke at skulle se Tadzio igen. På banegården er hans bagage dog sendt et forkert sted hen, og han er ikke sen til at benytte denne mulighed til at blive i Venedig. Han kan nu igen dagligt observere Tadzio på hotellet, men retfærdiggør den stigende fascination med, at det udelukkende er en platonisk interesse.

### Fjerde kapitel
Den ellers så rolige, beherskede og kontrollerede von Aschenbach driver nu fuldstændigt i følelsernes vold. Ved hjælp af sproglige virkemidler, der leder tanken hen på antikken, beskriver Thomas Mann, hvordan verden nærmest mytisk forandrer sig for Von Aschenbachs øjne. Til sidst i kapitlet hvisker Aschenbach for sig selv, at han elsker drengen, og dermed giver han efter for sine voldsomme følelser.

### Femte kapitel
Venedig er ramt af en koleraepidemi, der er kommet fra Indien. Aschenbach fornemmer, der er noget galt, men alle indfødte, han spørger, forklarer, at der intet er galt. Til sidst får han, af en ansat i en engelsk bank, at vide, at en epidemi hærger byen, og han rådes til at rejse bort med det samme. Alligevel bliver han i Venedig. Han leger med tanken om at advare Tadzio og hans familie om faren, men tanken om ikke at kunne se ham igen, afholder ham fra at gøre det.
Aschenbach er nu et menneske fuldstændigt uden hæmninger. For at virke attraktiv lader han sig sminke og sit hår farve sort. Han fremstår nærmest som et sminket lig. Han er nu nærmest identisk med den gamle gris, han med afsky iagttog på færgefarten hen til Venedig. Til sidst dør Aschenbach, sandsynligvis af koleraen.

## Eksterne link
- Døden i Venedig Arkiveret 18. september 2010 hos  Wayback Machine i tysk med oversættelse til dansk